# 登加種植站
登加種植地铁站（英語：Tengah Plantation MRT Station，代號JE1）是新加坡地鐵裕廊區域線上的車站，位于新加坡本岛登加规划区。车站预计将于2028年启用。